# Szent Cyriacus
Szent Cyriacus vagy más néven Szent Cirjék (? – 303) keresztény vértanú szent, aki Diocletianus császár idején halt mártírhalált.
A legenda szerint Cyriacus egy római nemes volt, aki áttért a kereszténységre, lemondott az anyagi jólétről, vagyonát kiosztotta a szegényeknek. Élete hátralévő részét Diocletianus fürdőjében dolgozó rabszolgáinak irányításával töltötte. Maximianus uralkodása alatt Cyriacust megkínozták és megölték, 303-ban lefejezték a Via Salarián, később ott is temették el. Vele voltak vértanú társai: Largus és Smaragdus, és húsz más, köztük Crescentianus, Sergius, Secundus, Alban, Victorianus, Faustinus, Felix, Sylvanus, és négy nő: Memmia, Juliana, Cyriacides, és Donata.
Szent Cyriacusnak tulajdonítják, hogy két lányból is kiűzte az ördögöt. Az első Artemisia (vagy Artemia), Diocletianus császár lánya, melynek eredményeként  Artemisia és az anyja, Serena áttért a kereszténységre. A második, Jobias volt, I. Shapur perzsa király lánya, melynek következtében az egész királyi ház áttért keresztény hitre.
Emléknapja: augusztus 8.
Ima: Szent CIRJÉK diakónus, aki meggyógyítottad a vakokat, az ördögöt pedig kiűzted a megszállottakból, eszközöld ki, hogy a lelki vakságot elkerüljük s a sátán kísértéseit legyőzzük, könyörögj érettünk!

## Fordítás
- Ez a szócikk részben vagy egészben  a   Cyriacus című angol Wikipédia-szócikk fordításán alapul.  Az eredeti cikk szerkesztőit annak laptörténete sorolja fel. Ez a jelzés csupán a megfogalmazás eredetét és a szerzői jogokat jelzi, nem szolgál a cikkben szereplő információk forrásmegjelöléseként.